# 西村道仁
西村 道仁（にしむら どうにん、永正元年（1504年） - 弘治元年（1555年））は、戦国時代の鋳物師、釜師。京都の人。通称、国次。西村家の始祖で、子孫は代々釜師となる。

## 経歴
- 三条釜座で、天下一と称された。